# باشگاه فوتبال زنان دپورتیوو لاکرونیا
باشگاه فوتبال زنان رئال دپورتیوو لاکرونیا (به اسپانیایی: Real Club Deportivo de La Coruña Femenino) بخش فوتبال زنان باشگاه فوتبال دپورتیوو لاکرونیا، باشگاه مستقر در شهر لاکرونیا (گالیسیا، اسپانیا) است که در حال حاضر در لیگ برتر فوتبال زنان اسپانیا بازی می‌کند. در حال حاضر نیز به دلایل حمایت مالی نام رئال دپورتیو لاکرونیا آبانکا (به اسپانیایی: Real Club Deportivo ABANCA) بازی می‌کند.

### کاربو دپورتیوو (۱۹۸۳–۱۹۸۸)

نشان‌واره باشگاه فوتبال کاربو سابق قبل از تبدیل شدن به کاربو دپورتیوو